# 7636 Комба
7636 Комба (7636 Comba) — астероїд головного поясу, відкритий 5 лютого 1984 року.
Тіссеранів параметр щодо Юпітера — 3,389.